# Hans-Ulrich Rauchfuß
Hans-Ulrich Rauchfuß (* 1. März 1950 in Stuttgart) ist ein Funktionär der deutschen Wanderbewegung.
Rauchfuß studierte Pharmazie in Würzburg und Medizin in Ulm. Nach seiner Promotion zum Dr. med. an der Universität Ulm im Jahr 1984 ist er seit 1985 als selbständiger Apotheker tätig. Von 1994 bis 2009 gehörte ihm die Hirsch-Apotheke in Wernau, von 2006 bis 2020 gehörte ihm die Anemonen-Apotheke in Stuttgart.
Rauchfuß wohnt seit 1986 in Plochingen und war dort von 1991 bis 2019 Mitglied des Gemeinderats, zuletzt als Fraktionsvorsitzender der Bürgervereinigung-Freie Wähler. Zudem war er von 2007 bis 2019 stellvertretender ehrenamtlicher Bürgermeister von Plochingen. Im Jahr 2001 wurde Rauchfuß Präsident des Schwäbischen Albvereins, des größten deutschen Gebirgswandervereins. Von 2008 bis 2024 amtierte er auch als Präsident des Deutschen Wanderverbands. In seiner Amtszeit wurde 2010 das vom Verband verliehene Deutsche Wanderabzeichen eingeführt. Rauchfuß gehört dem Vorstand des Landesnaturschutzverbandes Baden-Württemberg an.

## Ehrungen
- 2009: Verdienstkreuz am Bande der Bundesrepublik Deutschland[3]
- 2011: Silberne Ehrennadel des Gemeindetages Baden-Württemberg[8]
- 2014: Goldene Ehrennadel des Schwäbischen Albvereins[9]